# Frenulina sanguinolenta
Frenulina sanguinolenta är en armfotingsart som först beskrevs av Gmelin 1790.  Frenulina sanguinolenta ingår i släktet Frenulina och familjen Frenulinidae. Inga underarter finns listade i Catalogue of Life.